# Elmer Gantry (Film)
Elmer Gantry ist ein US-amerikanisches Filmdrama aus dem Jahr 1960 nach dem gleichnamigen Roman des Literaturnobelpreisträgers Sinclair Lewis. In Deutschland lief er auch unter dem Kinotitel Elmer Gantry – Gott ist im Geschäft.

## Handlung
Elmer Gantry ist eine durchtriebene Gestalt, die sich in der Prohibitionszeit in Gaststätten mit Alkoholausschank herumtreibt, ein abgebrochenes Theologiestudium hinter sich hat und jeder Frau hinterherläuft. Auf einer Tour als Handelsvertreter findet Gantry heraus, dass man als Vertreter Gottes in einer Zeltmission viel bessere Umsätze machen kann.
Missionarin Sarah Falconer versteht es, die Menschen im Mittleren Westen der Vereinigten Staaten in Scharen zum Kircheneintritt zu bewegen. Gantry wird ihr Assistent und erweckt ihre Liebe. In der Stadt Zenith will Sarah Falconer zunächst die hartgesottenen Städter missionieren, sodann von ihren Sammlungserlösen ein eigenes Tabernacle errichten.
Gantry läuft einer früheren Geliebten über den Weg, die in einem Bordell arbeitet. Sie versucht, ihn mit kompromittierenden Fotos zu erpressen. Sarah Falconer erklärt sich bereit, die Erpressungssumme zu zahlen, die Fotos gelangen dennoch an die Presse. Damit ist das Missionsunternehmen ruiniert.
Der Film bezieht wie der Roman eine kritische Position zu der Vielfalt der US-amerikanischen Glaubensgemeinschaften und der Korrumpierbarkeit ihrer Priester, Gemeindevorsteher und Gemeindeglieder.

## Kritiken
„Eine darstellerische Bravourleistung von Burt Lancaster.“

## Synchronisation
Die deutsche Synchronbearbeitung entstand 1961.
| Rolle                    | Darsteller     | Synchronsprecher       |
| ------------------------ | -------------- | ---------------------- |
| Elmer Gantry             | Burt Lancaster | Wolfgang Lukschy       |
| Schwester Sarah Falconer | Jean Simmons   | Gertrud Kückelmann     |
| Jim Lefferts             | Arthur Kennedy | Ernst Wilhelm Borchert |
| William L. Morgan        | Dean Jagger    | Paul Wagner            |
| Schwester Rachel         | Patti Page     | Eva Katharina Schultz  |
| George F. Babbitt        | Edward Andrews | Siegfried Schürenberg  |

## Auszeichnungen
Der Film erhielt 1961 drei Oscars:
- Bester Hauptdarsteller für Burt Lancaster
- Beste Nebendarstellerin für Shirley Jones
- Bestes adaptiertes Drehbuch für Richard Brooks

Der Film wurde als bester Film für den Oscar nominiert. Die Musik von André Previn wurde für den Oscar nominiert. Bei den Golden Globes gewann ebenfalls Burt Lancaster den Preis als Bester Hauptdarsteller in einem Drama. Außerdem erhielt der Film den Laurel Award als Bestes Drama 1961.

## Elmer Gantry Productions
Die Produktionsfirma Elmer Gantry Productions wurde vom Regisseur Richard Brooks gegründet. Sie bestand einzig zu dem Zweck den Film Elmer Gantry zu produzieren.

## Medien

### DVD
- Elmer Gantry. MGM Home Entertainment 2003

### Soundtrack
- André Previn, A.S. Sullivan, Robert Lowry, George Duffield, George J. Webb, Mahalia Jackson et al.: Elmer Gantry. Original MGM Motion Picture Soundtrack - Deluxe Edition. Rykodisk, Salem und London 1998, Tonträger-Nr. RCD 10732 – Originaleinspielung (Stereo) unter der Leitung von André Previn